# Italia-Express
L'‍Italia-Express était un train express européen baptisé. 

## Histoire
En 1957 lors d'une réorganisation des trains de nuit, l'Ostende-Milan est baptisé « Italia-Express » lorsqu'il est prolongé jusqu'à la gare de Rome. Il permet aux voyageurs de ne pas changer de train entre Ostende et Milan ce qui diminue le temps du parcours de une heure et vingt-cinq minutes. Cette même année le train compte 14 voitures, au début des années 1960, il en compte deux ou trois fois plus.

## Caractéristiques

### Parcours
L'Italia-Express reliait  le Benelux et l'Allemagne avec l'Italie.
L'Italia-Express reliait Rome à quasi toute l'Europe grâce à des voitures directes provenant d'Ostende (en correspondance avec le train de Londres via la malle Ostende-Douvres) et d'Amsterdam (toutes deux via Luxembourg et Strasbourg) ainsi que d'Oslo et Stockholm (via Copenhague et Hambourg) qui toutes étaient réunies à Bâle et rejoignaient Milan par le Saint-Gothard.

### Composition
Comme tous les grands express européens, ce train, à réservation obligatoire pour les places couchées, comprenait des voitures-lits (1re et 2e classe), et sur certaines parties de son trajet des voitures-restaurant, portant la livrée bleu et or de la Compagnie internationale des wagons-lits, ainsi que des voitures-couchettes (2e classe) des compagnies ferroviaires des différents pays traversés. Chaque voiture avait un accompagnateur qui s'occupait entre autres de faire viser les passeports des voyageurs et contrôler leurs billets sans les réveiller, et par contre de veiller à ce qu'ils soient réveillés et aient eu le temps de s'habiller avant la gare où ils devaient descendre.

### Promotion
André Pasture réalise une affiche pour les chemins de fer belges en 1960 : Italia Express Ostende-Rome en voitures-couchettes ou en wagons-lits.